# Бизнес-идентификационный номер
Бизнес-идентификационный номер (БИН; каз. Бизнес сәйкестендіру номері) — уникальный номер, формируемый для юридического лица (филиала и представительства) и индивидуального предпринимателя, осуществляющего деятельность в виде совместного предпринимательства на территории Республики Казахстан.
Регистрационный учёт всех БИН будет осуществляться в национальном реестре бизнес-идентификационных номеров. Перечень зарегистрированных в Республике Казахстан юридических лиц, филиалов и представительств по регионам доступен на сайте Бюро национальной статистики Агентства по стратегическому планированию и реформам Республики Казахстан.

## Случаи, когда иностранной компании необходимо получить БИН в Казахстане[2]
- Открытие счёта в казахстанских банках-резидентах;
- создания юридических лиц на территории Республики Казахстан;
- приобретения долей участия в юридических лицах, зарегистрированных на территории Казахстана;
- Участие в государственных закупках в Казахстане;
- осуществление иностранным юридическим лицом деятельности через постоянное учреждение на территории Республики Казахстан;
- нахождение на территории Республики Казахстан места эффективного управления иностранного юридического лица;
- приобретение имущества (недвижимости, транспорта) в Республике Казахстан, которое является объектом обложения налогом на имущество, налогом на транспортные средства или земельным налогом;
- иностранное юридическое лицо является участником договора о совместной деятельности, заключённого с резидентом Республики Казахстан, деятельность которого приводит к образованию постоянного учреждения (договора простого товарищества, консорциальный договор).

## Сроки оформления
Регистрация нерезидентов в качестве налогоплательщиков (оформление БИН) занимает четыре дня и выполняется последовательно в два этапа:
- оформление ИИН руководителю иностранного юридического лица;
- оформление БИН иностранному юридическому лицу нерезиденту

## Документы, необходимые иностранной компании для получения БИН нерезиденту
Для получения в Казахстане БИН нерезиденту необходимо предоставить следующие документы:
- налоговое заявление о постановке нерезидента на налоговый учёт;
- свидетельство о присвоении ИИН директору иностранного юридического лица;
- нотариальная доверенность от юридического лица нерезидента на право представлять его интересы в налоговых органах;
- нотариальные копии учредительных документов (устав, свидетельство о госрегистрации, свидетельство о постановке на налоговый учёт, приказ (решение/протокол) о назначении первого руководителя);
- выписка из Торгового реестра (для РФ — выписка ЕГРЮЛ).

## Получение для иностранных юрлиц
Бизнес-идентификационный номер иностранным юридическим лицам присваивается налоговыми органами Казахстана.
Для получения БИН иностранной компании необходимо обратиться с налоговым заявлением о постановке нерезидента на налоговый учёт. Постановка на учёт не обязывает компанию-нерезидента сдавать налоговую отчётность до тех пор, пока у неё не появятся объекты налогообложения в Казахстане, такие, как оборот по НДС или доход из источника в Казахстане.

## Получение для казахстанских юрлиц
Процедура получения несложная — БИН юридических лиц присваивается органами юстиции автоматически при любом обращении за перерегистрацией.
Для оформления БИН необходимо предоставить следующие документы:
- заявление по установленной форме;
- оригинал учредительных документов (устава, учредительного договора) юридического лица;
- положение филиала (если есть);
- оригинал Свидетельства о государственной регистрации юридического лица, филиалов и представительств;
- копия РНН;
- копия статистической карты и доверенность представителя.

### Функционирование
С БИН у юридического лица должны быть следующие документы:
- свидетельство о государственной регистрации в качестве индивидуального предпринимателя — для индивидуальных предпринимателей, осуществляющих деятельность в виде совместного индивидуального предпринимательства;
- свидетельство о государственной регистрации (перерегистрации) юридического лица, учётной регистрации (перерегистрации) филиала, представительства — для юридических лиц — резидентов, их филиалов и представительств;
- свидетельство об учётной регистрации (перерегистрации) филиала, представительства — для юридических лиц — нерезидентов, осуществляющих деятельность в РК через филиалы и представительства (с образованием постоянного учреждения);
- свидетельство налогоплательщика РК — для следующих юридических лиц — нерезидентов:

- получающих доходы от прироста стоимости при реализации определённых ценных бумаг в соответствии с налоговым законодательством РК;
- владеющих в РК объектами налогообложения;
- открывающих текущие счета и карт-счета в банках-резидентах и не подлежащих государственной регистрации.

### Вычисление контрольных цифр
Бизнес-идентификационный номер содержит 12 цифр и состоит из пяти частей.
Первая часть состоит из четырёх цифр и включает в себя год (две первые цифры) и месяц государственной регистрации или перерегистрации юридического лица (две последние цифры), филиалов и представительств или индивидуального предпринимателя, осуществляющего деятельность в виде совместного предпринимательства (далее — ИП(С));
Вторая часть состоит из одной цифры и означает тип юридического лица или ИП(С):
- 4 — для юридических лиц — резидентов;
- 5 — для юридических лиц — нерезидентов;
- 6 — для ИП(С).

Третья часть состоит из одной цифры и является дополнительным признаком и определяется следующим образом:
- 0 — головного подразделения юридического лица или ИП(С);
- 1 — филиала юридического лица или ИП(С);
- 2 — представительства юридического лица или ИП(С);
- 3 — крестьянское (фермерское) хозяйство, осуществляющее деятельность на основе совместного предпринимательства.

Четвёртая часть состоит из пяти цифр и включает в себя порядковый номер регистрации в системе юридического лица (филиалов и представительств) или ИП(С).
Пятая часть состоит из одной цифры, определяемой автоматически и являющейся контрольной цифрой.

### Как узнать БИН ТОО
Узнать БИН ТОО можно на сайте stat.gov.kz. Для этого нужно знать ИИН организации либо скачать файл «Перечень зарегистрированных юридических лиц, филиалов и представительств по регионам Республики Казахстан» и искать по названию.